# Middleton (Massachusetts)
Middleton és una població dels Estats Units a l'estat de Massachusetts. Segons el cens del 2000 tenia 7.744 habitants.

## Demografia
Segons el cens del 2000, Middleton tenia 7.744 habitants, 2.305 habitatges, i 1.744 famílies. La densitat de població era de 214 habitants/km².
Dels 2.305 habitatges en un 37,8% hi vivien nens de menys de 18 anys, en un 65,7% hi vivien parelles casades, en un 7,2% dones solteres, i en un 24,3% no eren unitats familiars. En el 20% dels habitatges hi vivien persones soles el 9,3% de les quals corresponia a persones de 65 anys o més que vivien soles. El nombre mitjà de persones vivint en cada habitatge era de 2,76 i el nombre mitjà de persones que vivien en cada família era de 3,22.
Per edats la població es repartia de la següent manera: un 23% tenia menys de 18 anys, un 8,4% entre 18 i 24, un 36,9% entre 25 i 44, un 22,2% de 45 a 60 i un 9,5% 65 anys o més.
L'edat mediana era de 36 anys. Per cada 100 dones de 18 o més anys hi havia 147,7 homes.
La renda mediana per habitatge era de 81.395 $ i la renda mediana per família de 87.605$. Els homes tenien una renda mediana de 51.831 $ mentre que les dones 37.874$. La renda per capita de la població era de 29.031$. Entorn del 2,1% de les famílies i el 3,7% de la població estaven per davall del llindar de pobresa.